# Clint Benedict
Clinton Stevenson „Clint“ Benedict  (* 26. September 1892 in Ottawa; † 12. November 1976 ebenda) war ein kanadischer Eishockeytorwart, der von 1917 bis 1930 für die Ottawa Senators und Montreal Maroons in der National Hockey League spielte.

## Karriere
Bei Gründung der NHL war Benedict 23 Jahre alt und hatte von der zweiten bis zur sechsten Saison jeweils den besten Gegentorschnitt. 1920, 1921 und 1923 gewann er den Stanley Cup mit den Ottawa Senators, doch Geschichte schrieb er bei den Montreal Maroons. Nicht der vierte Titelgewinn 1926, sondern eine gebrochene Nase 1929 nach einem Schuss von Howie Morenz sorgte für Aufsehen. Um die verletzte Nase zu schützen, spielte er einige Spiele mit einer Ledermaske und war damit bis 1959 der einzige Torwart mit Maske. Ohne Maske zog er sich den zweiten Nasenbeinbruch in derselben Saison zu und beendete daraufhin seine Karriere.
1965 wurde er mit der Aufnahme in die Hockey Hall of Fame geehrt. Benedict wurde auf dem Nationalfriedhof in Ottawa beigesetzt.

## Rekorde
- 3 Shutouts in aufeinanderfolgenden Playoff-Spielen (1926) gemeinsam mit 5 anderen Spielern.
- 3 Shutouts in einer Playoff-Serie (1926 Ottawa-Victoria; 4 Spiele) gemeinsam mit 11 anderen Spielern.